# Max Gierke
Max Gierke (* 4. Februar 1917 in Danzig; † 2. Juni 2001 in Feldafing) war ein deutscher Fernsehproduzent.
Max Gierke wuchs auf der Insel Rügen auf und begann in Berlin ein Studium der Volkswirtschaft. Er nahm dann als Soldat im Zweiten Weltkrieg teil. Kurz vor Kriegsende geriet er in amerikanische Kriegsgefangenschaft bei Coburg, wo er als Übersetzer und Sekretär der Alliierten tätig wurde. Er kam nach München und drehte 1954 seinen ersten Spielfilm. 1957 gründete er seine Filmfirma Elan-Film, die im Bereich der Fernsehfilme und Serien aktiv wurde.

## Filmografie (Auswahl)
- 1963: Vorsätzlich
- 1964: Der gelbe Pullover
- 1966: Das Geld liegt auf der Straße
- 1966: Conan Doyle und der Fall Edalji
- 1967: Kommissar Brahm (Fernsehserie, 13 Folgen)
- 1967: Spiel mit dem Tode
- 1969: Die Reise nach Tilsit
- 1973: Kara Ben Nemsi Effendi (Fernsehserie, 13 Folgen)
- 1974: Der Herr Kottnik (Fernsehserie, 13 Folgen)
- 1975–1976: Spannagl & Sohn (Fernsehserie, 13 Folgen)
- 1976–1978: Der Anwalt (Fernsehserie, 39 Folgen)
- 1977: Mr. Carlis und seine abenteuerlichen Geschichten (Fernsehserie, 13 Folgen)
- 1978–1979: Detektiv Harvey (Fernsehserie, 19 Folgen)
- 1979: Die Magermilchbande (Fernsehserie, 14 Folgen)
- 1979: Revolution in Frankfurt
- 1979–1988: Der Millionenbauer (Fernsehserie, 13 Folgen)
- 1980: Das Fräulein
- 1981: Im Schlaraffenland. Ein Roman unter feinen Leuten
- 1981: Tod eines Schülers (Fernsehserie, 6 Folgen)
- 1986: Schafkopfrennen (Fernsehserie, 5 Folgen)
- 1986: Detektivbüro Roth (Fernsehserie, 3 Folgen)